# Aberratio ictus
Aberratio ictus vel iactus – z łac. zboczenie działania. Prawnicze określenie nieuregulowanego w polskim prawie karnym zdarzenia, które polega na naruszeniu przez sprawcę dobra prawnego, które zamierzał zaatakować, ale na szkodę innej osoby, a to z przyczyn od niego niezależnych, tj. wbrew jego woli i wbrew jego przewidywaniom.
Przykład: Sprawca A, chcąc zabić osobę B, oddał strzał w kierunku B, ale zabił osobę C, która przypadkowo pojawiła się na linii strzału.
Kontrowersja związana z aberratio ictus wiąże się pytaniem czy sprawca takiego czynu (A) odpowiada:
- za sprawstwo umyślnego przestępstwa na szkodę osoby, która ostatecznie stała się ofiarą (zabójstwo C z użyciem broni palnej), czy też
- za usiłowanie przestępstwa na szkodę osoby, która miała być ofiarą (usiłowanie zabójstwa B z użyciem broni palnej), w zbiegu z dokonaniem nieumyślnego przestępstwa na szkodę rzeczywistej ofiary (nieumyślne spowodowanie śmierci C)?

Rozwiązanie tego dylematu wpływa na kwalifikację prawną czynu sprawcy, a przez to może wpłynąć na wymiar kary.
Sporna jest też kwestia tego, czy śmierć C jest wynikiem nieumyślnego przestępstwa czy też nie. Dobrem chronionym przez art. 148 kodeksu karnego jest życie ludzkie (a nie konkretnie życie osoby B). Zatem zboczenie działania w wyżej wymienionej sytuacji nie powinno kwalifikować spowodowania śmierci C przez A jako nieumyślnego (zabójstwo jako zbrodnia może być tylko umyślne). Należy przyjąć koncepcję uznającą dokonanie umyślnej zbrodni zabójstwa przez A i to w zamiarze bezpośrednim. 
Podobnie uznał Sąd Najwyższy w wyroku z 13 maja 2002:
"Oskarżony chciał (dolus directus) zabić człowieka i w istocie człowieka zabił. Sprawca nie pomylił się co do podmiotu czynności wykonawczej, ale co do kierunku, w którym rozwinie się akcja. Skoro sprawca chciał zastrzelić człowieka i zastrzelił człowieka – taki błąd należy uznać za nieistotny. W konsekwencji oskarżonemu należy przypisać sprawstwo zabójstwa nie dwóch a jednej osoby, za to w formie stadialnej dokonania i – uwzględniając poczynione przez sądy, a niekwestionowane przez oskarżonego ustalenia co do jego intencji dotyczących osoby (B) – z zamiarem bezpośrednim. Stwierdzenie, iż w przebiegu wydarzeń przejawiło się zboczenie działania, zobowiązuje sąd także do odpowiedniego skonstruowania opisu czynu, jaki powinien być przypisany oskarżonemu. (...)"